# Saldatura laser

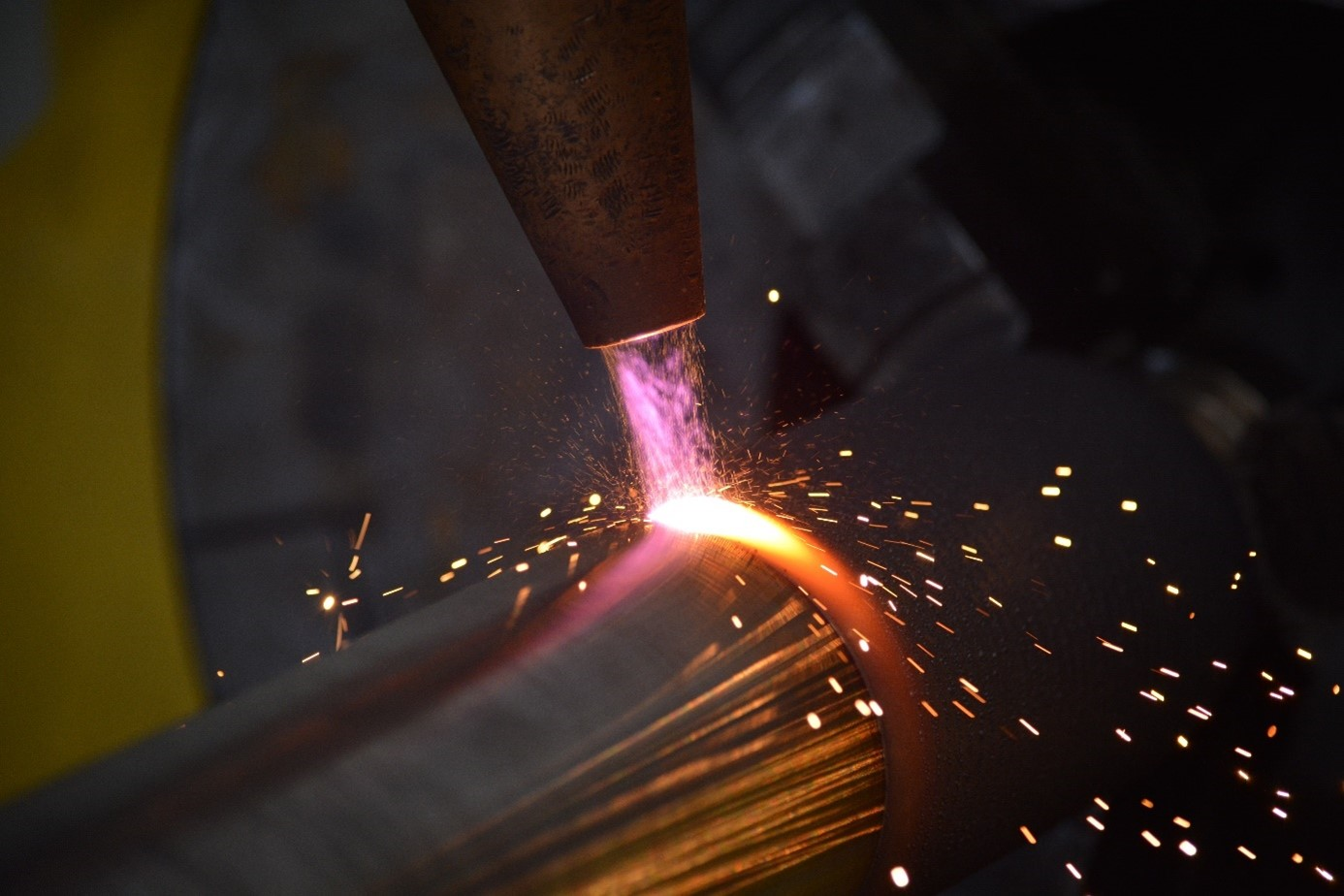
Dettaglio di saldatura laser

La saldatura laser è una tecnica di saldatura usata per unire multipli pezzi di metallo con l'uso di un laser. 
Il raggio fornisce una sorgente concentrata di calore, che consente una saldatura sottile e profonda, e un alto rapporto di saldatura. Il processo è usato frequentemente in applicazioni ad alto volume, come per esempio in larga parte nell'industria automobilistica.

## Operazione

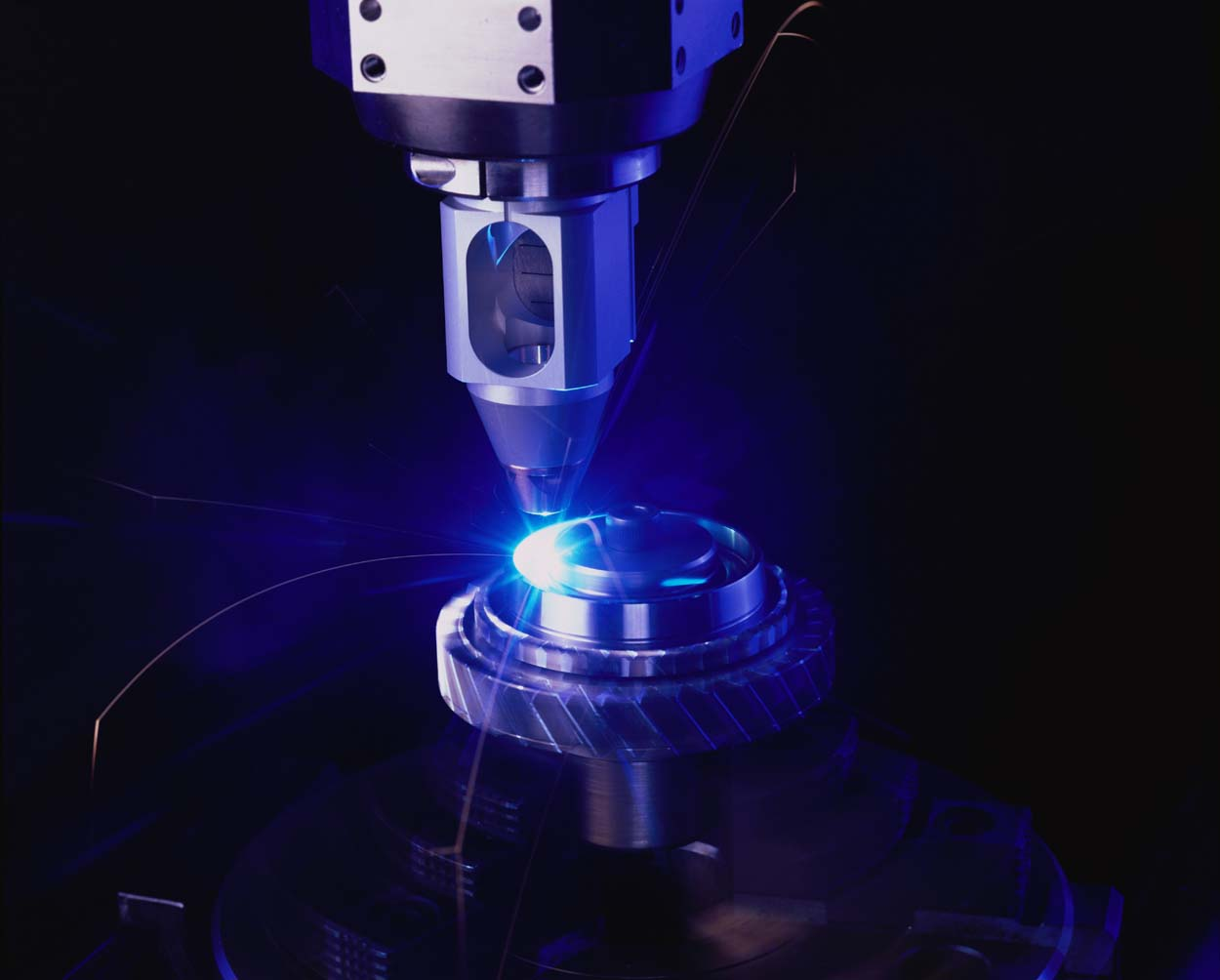
Esempio di saldatura laser

Come la saldatura a fascio elettronico, la saldatura laser ha un'alta densità di potenza (dell'ordine 1 MW/cm²), risultante in piccole zone riscaldate con alta velocità di riscaldamento e di raffreddamento. La dimensione del raggio laser può variare tra 0.2 mm e 13 mm; solo le dimensioni più piccole sono usate per la saldatura dei metalli con alta temperatura di fusione. La profondità della penetrazione è proporzionale alla potenza fornita, ma dipende anche dalla posizione del punto focale:la penetrazione è massima quando il punto focale è posto leggermente a distanza dalla superficie del pezzo da saldare.

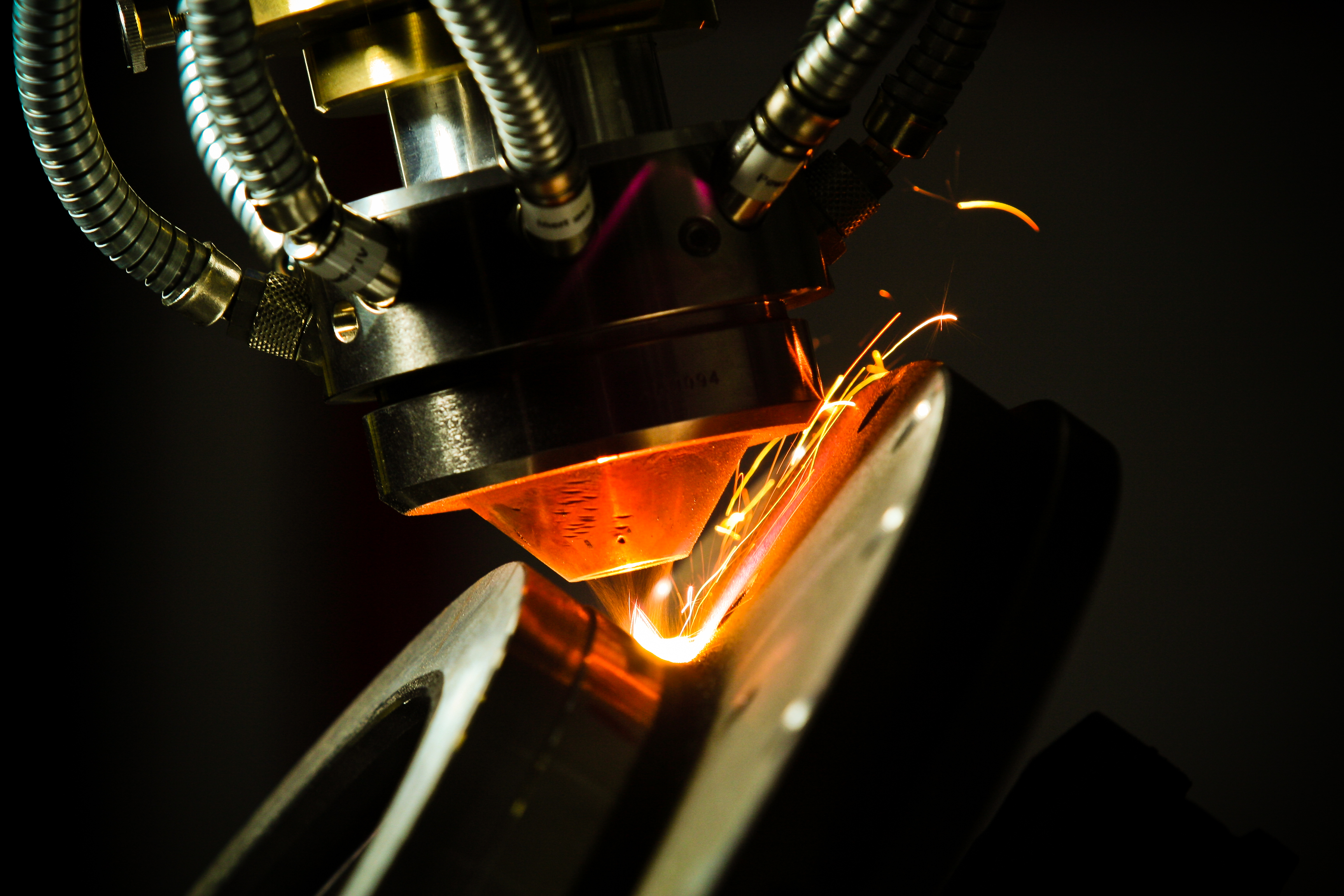
Saaldatura laser

Esistono 3 meccanismi di fusione del metallo:
- Per vaporizzazione
- Per fusione
- Per combustione

## Problemi
Criticità si hanno quando bisogna accoppiare due lemmi, in quanto il fascio laser ha una portata di pochi decimi di millimetri, il che rende difficoltoso la saldatura di un cordone. Presente inoltre elevati costi ed essendo relativamente inedita e assai differente rispetto agli altri metodi di saldatura, vi è una scarsa esperienza nel suo utilizzo.
È una tecnologia che ha pochissimi problemi o difetti nel giunto. Presenta molte difficoltà nell'uso pratico il che la rende difficile nella diffusione nel mondo generico.